# Asycobia punctulata
Asycobia punctulata är en stekelart som beskrevs av Boucek 1988. Asycobia punctulata ingår i släktet Asycobia och familjen fikonsteklar.
Artens utbredningsområde är Papua Nya Guinea. Inga underarter finns listade.